# 2012年競走世界盃
2012年競走世界盃於5月12日至13日在俄羅斯莫爾多瓦共和國薩蘭斯克舉行。賽事路線為城市的中心街道。賽事的所有詳細資料都來自於IAAF。完整的賽事結果公佈。

## 獲勝者
| 項目                          | 金牌                        | 金牌       | 银牌                        | 银牌       | 铜牌                         | 铜牌       |
| 男子                          |                             |            |                             |            |                              |            |
| 男子20公里競走                | 王鎮（中国）                | 1:19:13    | Andrey Krivov（俄罗斯）     | 1:19:27    | Vladimir Kanaykin（俄罗斯）  | 1:19:43 SB |
| 男子50公里競走                | Sergey Kirdyapkin（俄罗斯） | 3:38:08 WL | Igor Erokhin（俄罗斯）      | 3:38:10 SB | 賈里德·塔倫特（澳大利亚）    | 3:40:32 SB |
| 男子10公里競走 (青年項目)     | 埃德·阿雷瓦洛（哥伦比亚）   | 41:17 SB   | Alexander Ivanov（俄罗斯）  | 41:42      | Jesús Tadeo Vega（墨西哥）   | 41:56      |
| 女子                          |                             |            |                             |            |                              |            |
| 女子20公里競走                | 叶连娜·拉什马诺娃（俄罗斯） | 1:27:38    | 奥莉加·卡尼斯金娜（俄罗斯） | 1:28:33 SB | María José Poves（西班牙）   | 1:29:10    |
| 女子10公里競走 (青年項目)     | 桑德拉·阿雷納斯（哥伦比亚） | 45:57      | Alejandra Ortega（墨西哥）  | 46:00 AJ   | Nadezhda Leontyeva（俄罗斯） | 46:02      |
| 男子團體                      |                             |            |                             |            |                              |            |
| 男子團體20公里競走            | 俄罗斯（俄罗斯）            | 10         | 中国（中国）                | 21         | 乌克兰（乌克兰）             | 24         |
| 男子團體50公里競走            | 俄罗斯（俄罗斯）            | 8          | 中国（中国）                | 36         | 乌克兰（乌克兰）             | 40         |
| 男子團體10公里競走 (青年項目) | 俄罗斯（俄罗斯）            | 6          | 哥伦比亚（哥伦比亚）        | 10         | 中国（中国）                 | 14         |
| 女子團體                      |                             |            |                             |            |                              |            |
| 女子團體20公里競走            | 俄罗斯（俄罗斯）            | 9          | 西班牙（西班牙）            | 19         | 中国（中国）                 | 35         |
| 女子團體10公里競走 (青年項目) | 俄罗斯（俄罗斯）            | 7          | 中国（中国）                | 15         | 乌克兰（乌克兰）             | 15         |

## 參賽國家
共有來自62個國家475位運動員參賽。

| - 阿尔及利亚 (3) - 阿根廷 (2) - (16) - 白俄羅斯 (20) - 玻利维亚 (2) - 巴西 (8) - 保加利亚 (2) - 加拿大 (7) - 智利 (2) - 中国 (20) - 哥伦比亚 (14) - 刚果民主共和国 (1) - (2) - 捷克 (7) - (16) - 埃及 (4) - 薩爾瓦多 (1) - 爱沙尼亚 (3) - 芬兰 (7) - 法國 (16) - 德国 (9) | - (7) - 香港 (1) - 匈牙利 (11) - 印度 (10) - 伊朗 (2) - 爱尔兰 (11) - 義大利 (18) - 日本 (6) - (8) - 拉脫維亞 (6) - 黎巴嫩 (1) - 立陶宛 (6) - 马来西亚 (1) - 模里西斯 (1) - 墨西哥 (16) - 摩尔多瓦 (2) - 荷蘭 (1) - 挪威 (2) - 巴勒斯坦 (1) - 秘魯 (2) | - 波蘭 (21) - 葡萄牙 (16) - 羅馬尼亞 (7) - 俄羅斯 (21) - 塞爾維亞 (3) - 新加坡 (1) - 斯洛伐克 (2) - 斯洛維尼亞 (1) - 南非 (6) - (5) - 西班牙 (20) - 瑞典 (3) - 瑞士 (3) - (2) - 突尼西亞 (4) - 土耳其 (10) - 乌克兰 (21) - 英国 (10) - 美国 (17) - 委內瑞拉 (1) |

## 外部連結
- Events's Webpage（页面存档备份，存于）
- IAAF WORLD RACE WALKING CUP - SARANSK 2012 - FACTS & FIGURES（页面存档备份，存于）